# Phép lạ Thánh Thể tại Lanciano

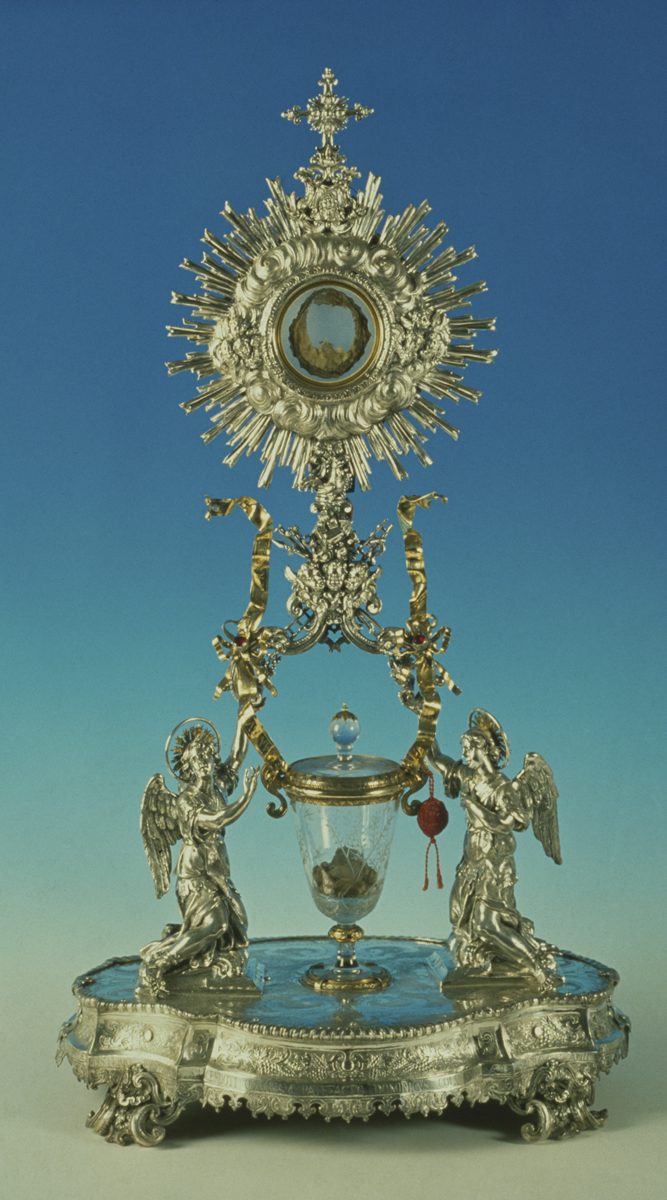
Hòm thánh tích lưu giữ tấm bánh đã biến thành thịt tươi và rượu nho đã biến thành máu tươi trong phép lạ thành Lanciano

Phép lạ thành Lanciano là một phép lạ Thánh Thể được cho là xảy ra vào thế kỷ 8 tại thành phố Lanciano, Ý. Tương truyền, một tu sĩ dòng Thánh Basilius – vốn ngờ rằng Chúa Kitô thực sự hiện diện trong hình bánh và rượu – sau khi đọc lời truyền phép trên bánh và trên rượu như một phần của Bí tích Thánh Thể, liền thấy bánh và rượu biến thành thịt và máu tươi. Hiện tại, Giáo hội Công giáo công nhận rằng phép lạ này là khả tín.
Phép lạ thành Lanciano cùng phép lạ thành Santarém nước Bồ Đào Nha được coi là hai  phép lạ rất quan trọng và thiêng liêng.